# Como La Flor
«Como la Flor» és una cançó de la cantant americana Selena del seu tercer àlbum, Entre a Mi Mundo (1992).

## Posició en llistes
| Llista (1992)                    | Posició maxima |
| -------------------------------- | -------------- |
| Billboard Top Latin Songs        | 6              |
| Billboard Regional Mexican Songs | 9              |
| Billboard Latin Streaming Songs  | 11             |